# 須原宿
須原宿（すはらじゅく）は、中山道39番目の宿場（→中山道六十九次）で、現在は長野県木曽郡大桑村。

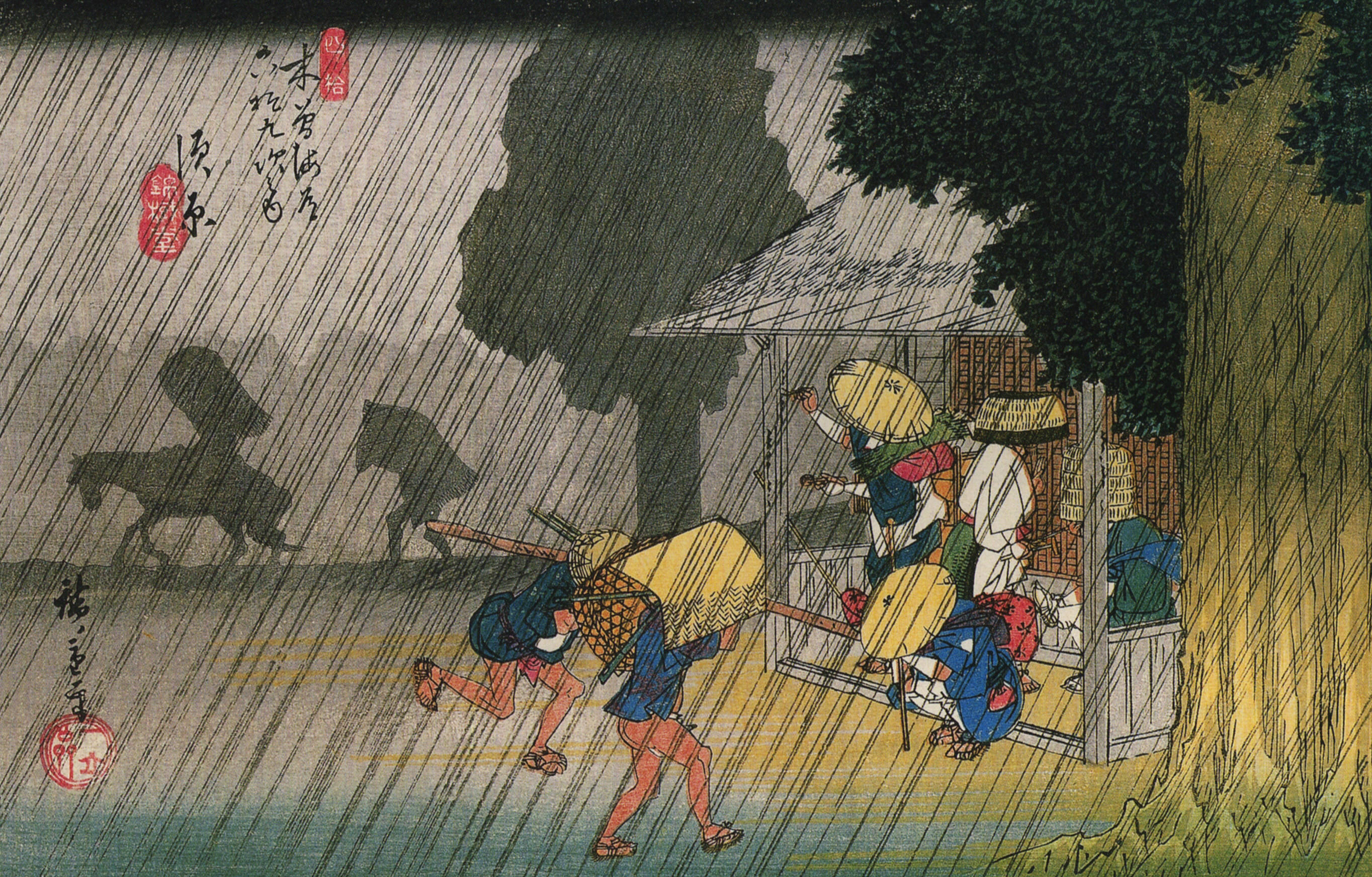
歌川広重「木曽海道六十九次・須原宿」

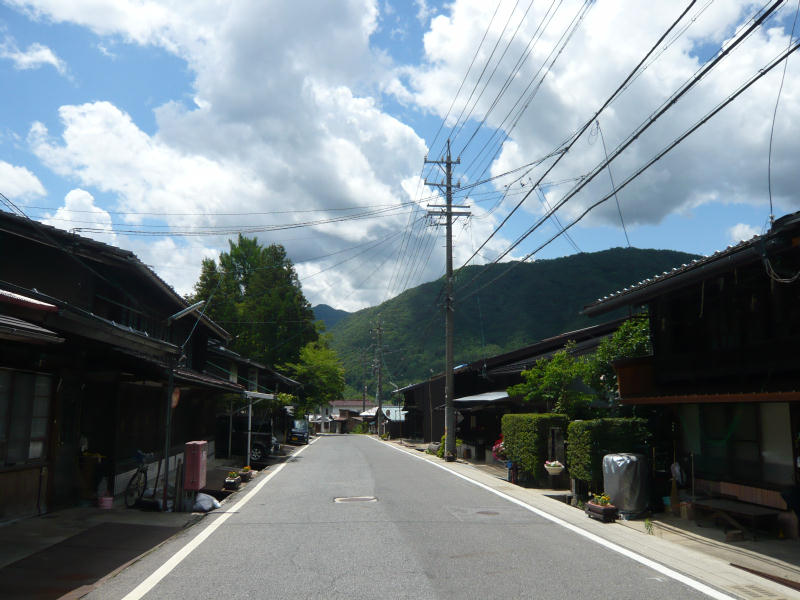
須原宿の町並み

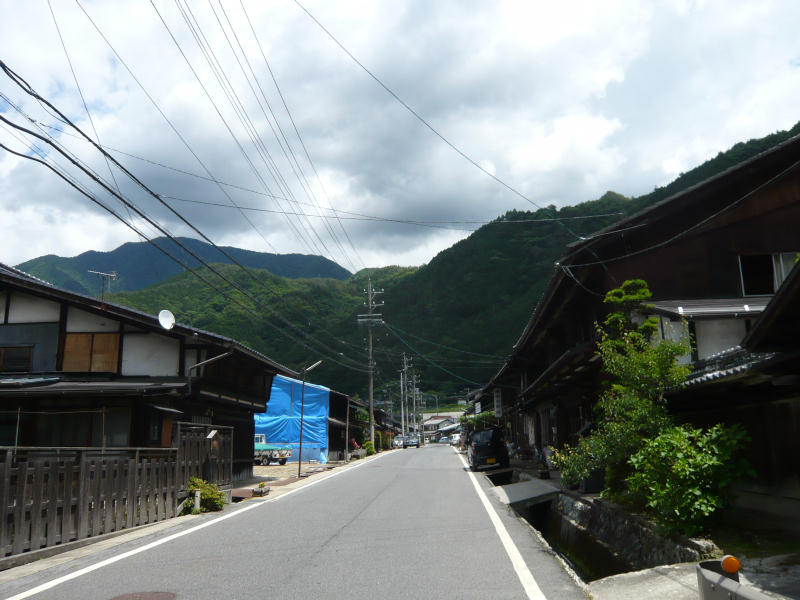
須原宿の町並み

木曽川の氾濫で流失し、享保2年（1717年）に現在地へ移転した。

## 特徴
天保14年（1843年）の『中山道宿村大概帳』によれば、須原宿の宿内家数は104軒、うち本陣1軒、脇本陣1軒、旅籠24軒で宿内人口は478人であった。

## 最寄り駅
- JR東海中央本線 須原駅

## 史跡・みどころ

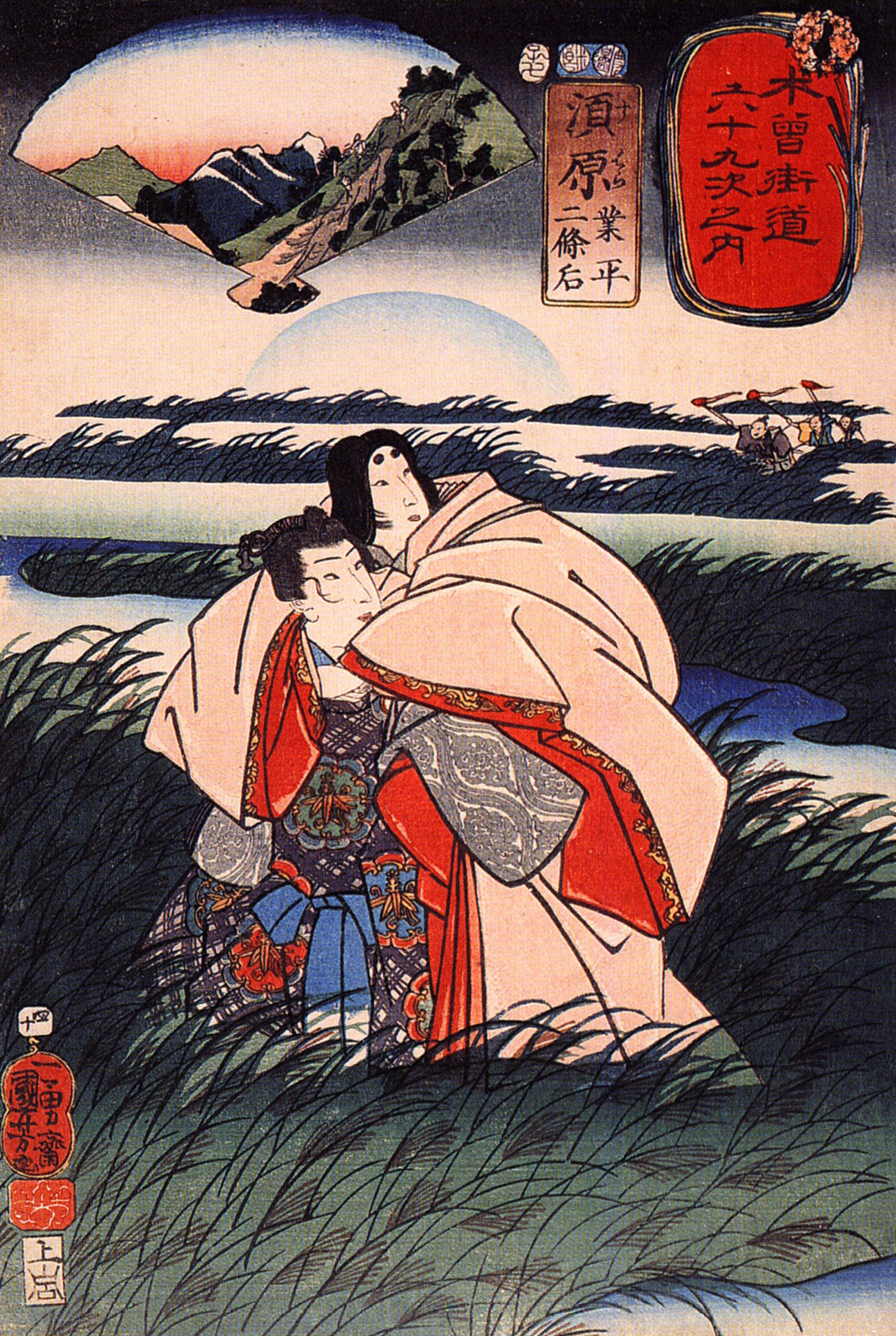
歌川国芳「木曽街道六十九次之内 須原 業平 二条后」

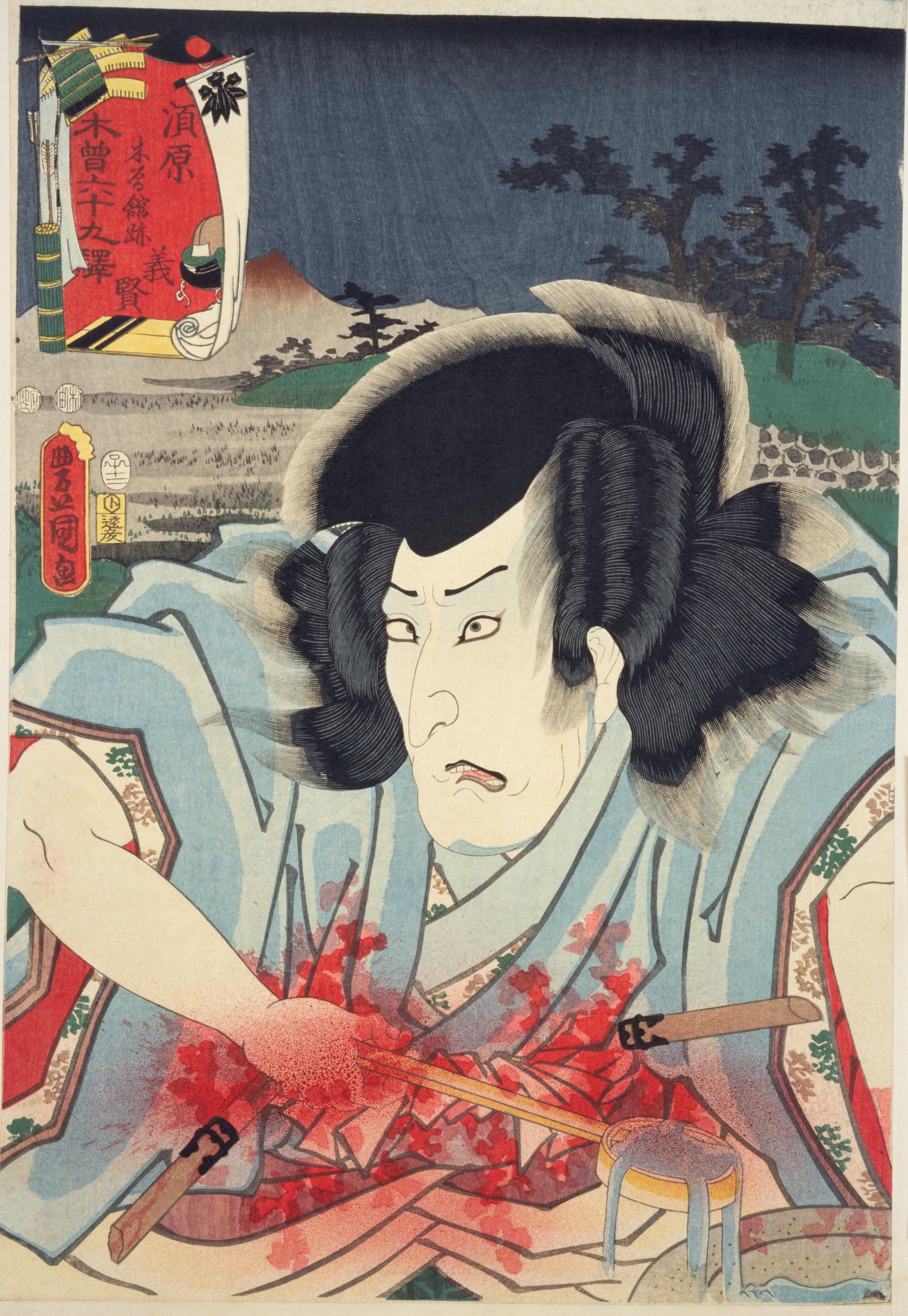
三代目歌川豊国「木曽六十九駅 須原木曽舘跡・義賢(歌舞伎「源平布引滝 二段目義賢最期の一場面」)

- 水舟
木をくり抜いて作られた水汲み場。
- 大和屋 （桜の花漬）
- 蔵本 （造り酒屋：地酒「木曽のかけはし」）
- 定勝寺
本堂・庫裡・山門が国の重要文化財に指定されている。庭園も見所。

野尻宿までの史跡・みどころ
- 岩出観音
京都の清水寺を思わせる懸崖造りの堂が印象的。
- 道の駅 大桑（→道の駅一覧 中部地方）

## ゆかりの人々
- 幸田露伴 - 小説『風流仏』は、須原宿を舞台にした作品。

## 隣の宿
中山道
上松宿 - 須原宿 - 野尻宿